# Xian de Libo
Le xian de Libo (荔波县 ; pinyin : Lìbō Xiàn) est un district administratif de la province du Guizhou en Chine. Il est placé sous la juridiction de la préfecture autonome buyei et miao de Qiannan.

## Démographie
La population du district était de 156 327 habitants en 1999.

## Sites naturels
Le Karst de Libo, ensemble de formations karstiques remarquables, fait partie du site du Karst de Chine du Sud, inscrit en 2007 sur la liste du patrimoine mondial.